# Digital subscriber line access multiplexer

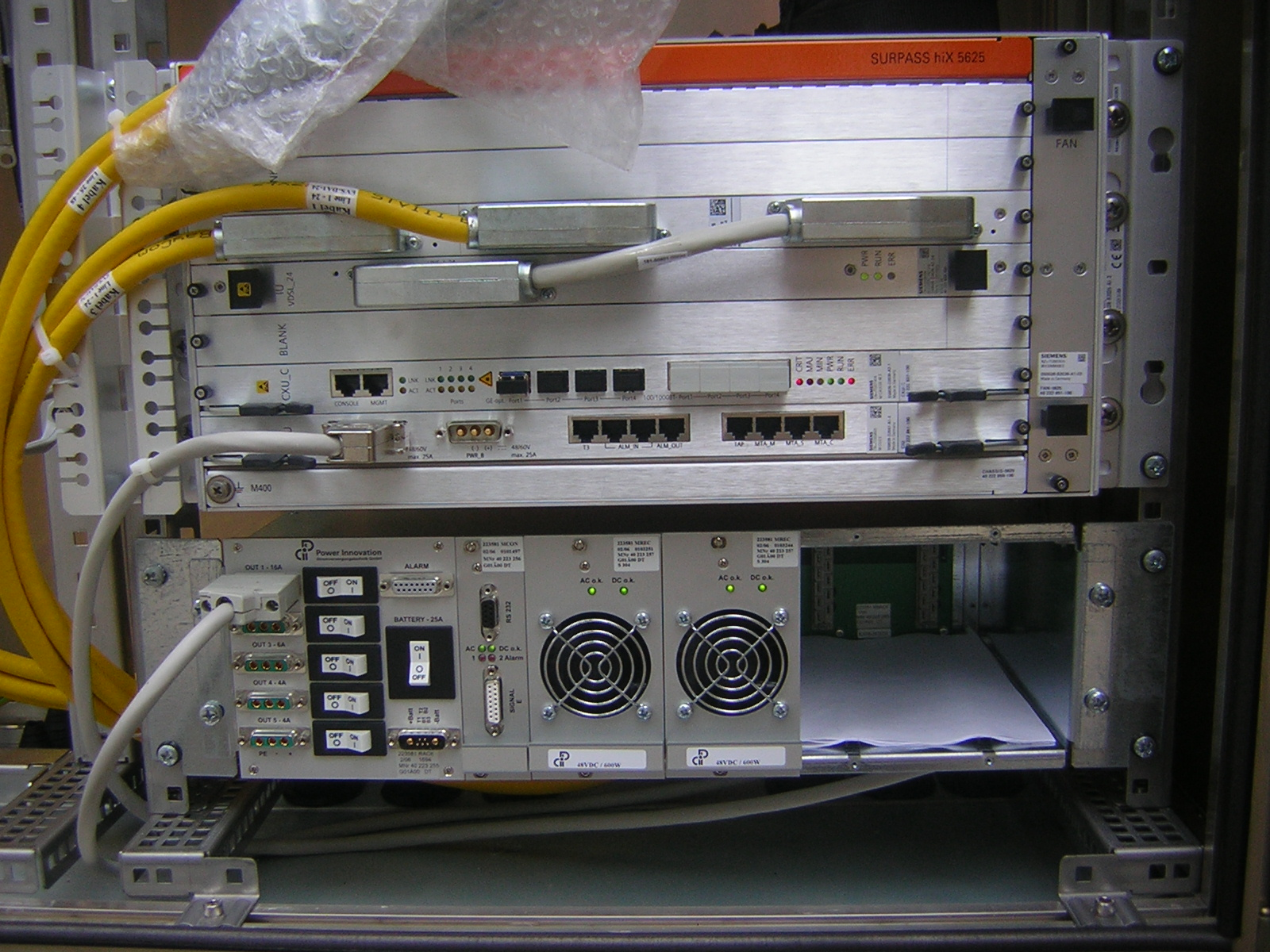
Siemens DSLAM SURPASS hiX 5625

Thiết bị ghép kênh truy cập đường dây thuê bao kỹ thuật số (digital subscriber line access multiplexer - DSLAM, thường được phát âm là DEE-slam) là một thiết bị mạng, thường được đặt trong các tổng đài điện thoại, kết nối nhiều giao diện đường dây thuê bao kỹ thuật số (DSL) với kênh truyền thông kỹ thuật số tốc độ cao bằng kỹ thuật ghép kênh.

## Đường đi của dữ liệu tới DSLAM
1. Văn phòng của khách hàng: Modem DSL chấm dứt mạch ADSL, SHDSL hoặc VDSL và cung cấp mạng LAN hoặc giao diện cho một máy tính hoặc phân đoạn LAN duy nhất.
2. Vòng lặp cục bộ: công ty điện thoại nối từ khách hàng đến tổng đài điện thoại hoặc đến giao diện khu vực phục vụ, thường được gọi là " dặm cuối " (LM).
3. Tổng đài điện thoại: 
  - Khung phân phối chính (MDF): giá đỡ kết nối bên ngoài đường dây thuê bao với đường dây bên trong. Nó được sử dụng để kết nối các đường dây công cộng hoặc riêng tư vào tòa nhà với các mạng nội bộ. Tại telco, MDF thường ở gần hầm cáp và không xa công tắc điện thoại.
  - Bộ lọc xDSL: Bộ lọc DSL được sử dụng trong trao đổi điện thoại để tách giọng nói khỏi tín hiệu dữ liệu. Tín hiệu thoại có thể được chuyển đến nhà cung cấp dịch vụ điện thoại cũ (POTS) hoặc không sử dụng trong khi tín hiệu dữ liệu được chuyển đến ISP DSLAM qua HDF (xem mục tiếp theo).
  - Khung phân phối bàn giao (HDF): khung phân phối kết nối nhà cung cấp dặm cuối với DSLAM của nhà cung cấp dịch vụ
  - DSLAM: một thiết bị cho dịch vụ DSL. Cổng DSLAM nơi kết nối vòng cục bộ của thuê bao chuyển đổi tín hiệu điện tương tự thành lưu lượng dữ liệu (lưu lượng ngược dòng để tải lên dữ liệu) và lưu lượng dữ liệu thành tín hiệu điện tương tự (hạ lưu để tải xuống dữ liệu).

## Vai trò của DSLAM

Sơ đồ kết nối xDSL

Thiết bị DSLAM thu thập dữ liệu từ nhiều cổng modem và tổng hợp lưu lượng thoại và dữ liệu của chúng thành một "tín hiệu" tổng hợp phức tạp thông qua ghép kênh. Tùy thuộc vào kiến trúc và thiết lập thiết bị của nó, DSLAM tổng hợp các đường DSL qua chế độ truyền không đồng bộ (ATM), chuyển tiếp khung và/hoặc giao thức mạng Internet, tức là IP-DSLAM sử dụng Chế độ truyền gói - Hội tụ truyền (PTM-TC) giao thức ngăn xếp.
Lưu lượng tổng hợp sau đó được chuyển đến bộ chuyển mạch đường trục của telco, qua mạng truy cập (AN), còn được gọi là Nhà cung cấp dịch vụ mạng (NSP), với tốc độ dữ liệu lên tới 10 Gbit / s.
DSLAM hoạt động như một bộ chuyển đổi mạng vì chức năng của nó nằm ở Lớp 2 của mô hình OSI. Do đó, nó không thể định tuyến lại lưu lượng giữa nhiều mạng IP, chỉ giữa các thiết bị ISP và các điểm kết nối của người dùng cuối. Lưu lượng DSLAM được chuyển sang Máy chủ truy cập từ xa băng thông rộng nơi lưu lượng người dùng cuối được định tuyến qua mạng ISP tới Internet. Thiết bị tại cơ sở khách hàng có giao diện tốt với DSLAM được kết nối có thể tận dụng các tính năng báo hiệu thoại và dữ liệu điện thoại nâng cao và khả năng giám sát và bù băng thông mà nó hỗ trợ.
DSLAM có thể hoặc không thể được định vị trong tổng đài điện thoại và cũng có thể phục vụ nhiều khách hàng dữ liệu và thoại trong giao diện khu vực phục vụ khu phố, đôi khi kết hợp với nhà cung cấp dịch vụ vòng kỹ thuật số. DSLAM cũng được sử dụng bởi các khách sạn, nhà nghỉ, khu dân cư và các doanh nghiệp khác điều hành tổng đài điện thoại riêng của họ.
Ngoài việc là một bộ chuyển đổi dữ liệu và bộ ghép kênh, DSLAM còn là một tập hợp lớn các modem. Mỗi modem trên thẻ tổng hợp giao tiếp với modem DSL của một thuê bao. Chức năng modem này được tích hợp vào chính DSLAM thay vì được thực hiện thông qua một thiết bị bên ngoài như modem băng tần của thế kỷ 20.
Giống như các modem băng tần truyền thống, các modem DSL tích hợp của DSLAM thường có thể thăm dò đường truyền và tự điều chỉnh để bù điện tử hoặc kỹ thuật số cho tiếng vang chuyển tiếp và các yếu tố giới hạn băng thông khác để di chuyển dữ liệu ở tốc độ kết nối tối đa có thể.
Khả năng bù này cũng tận dụng hiệu suất tốt hơn của các kết nối DSL " đường cân bằng ", cung cấp khả năng cho các phân đoạn LAN dài hơn các kết nối Ethernet cáp xoắn đôi tương tự về mặt vật lý, vì loại đường cân bằng thường được yêu cầu để phần cứng của nó hoạt động chính xác. Điều này là do trở kháng đường danh nghĩa (được đo bằng Ohms nhưng bao gồm cả điện trở và độ tự cảm) của các đường cân bằng thấp hơn một chút so với UTP, do đó hỗ trợ các tín hiệu 'yếu hơn' (tuy nhiên các điện tử trạng thái rắn cần thiết để xây dựng các giao diện kỹ thuật số như vậy tốn kém hơn).

## Băng thông so với khoảng cách
Cáp cặp cân bằng có độ suy giảm cao hơn ở tần số cao hơn. Do đó, dây giữa DSLAM và thuê bao càng dài thì tốc độ dữ liệu tối đa có thể càng chậm do tần số thấp hơn được sử dụng để hạn chế tổng suy giảm (hoặc do số lỗi cao hơn ở tần số cao hơn, làm giảm hiệu quả tần số / dữ liệu chung tỷ lệ). Sau đây là hướng dẫn sơ bộ về mối quan hệ giữa khoảng cách dây (dựa trên 0,40   mm đồng và công nghệ ADSL2 +) và tốc độ dữ liệu tối đa. Điều kiện địa phương có thể khác nhau, đặc biệt là ngoài 2   km, thường yêu cầu DSLAM gần hơn để mang lại băng thông chấp nhận được:
- 25 Mbit / s ở 1000 feet (~ 300 m)
- 24 Mbit / s ở 2.000 feet (~ 600 m)
- 23 Mbit / s ở 3.000 feet (~ 900 m)
- 22 Mbit / s ở 4.000 feet (~ 1.2   km)
- 21 Mbit / s ở 5.000 feet (~ 1,5   km)
- 19 Mbit / s ở 6.000 feet (~ 1.8   km)
- 16 Mbit / s ở 7.000 feet (~ 2.1   km)
- 8 Mbit / s ở 10.000 feet (~ 3   km)
- 3 Mbit / s ở 15.000 feet (4,5   km)
- 1,5 Mbit / s ở 17.000 feet (~ 5,2   km)

## Chi tiết phần cứng
Khách hàng kết nối với DSLAM thông qua modem ADSL hoặc bộ định tuyến DSL, được kết nối với mạng PSTN thông qua các đường dây điện thoại xoắn đôi không được che chở điển hình. Mỗi DSLAM có nhiều thẻ tổng hợp và mỗi thẻ như vậy có thể có nhiều cổng mà các đường dây của khách hàng được kết nối. Thông thường, một thẻ tổng hợp DSLAM duy nhất có 24 cổng, nhưng con số này có thể thay đổi theo từng nhà sản xuất.
Các DSLAM phổ biến nhất được đặt trong khung gầm telco, được cung cấp với 48 volt DC (danh nghĩa). Do đó, thiết lập DSLAM thông thường có thể chứa bộ chuyển đổi nguồn, khung DSLAM, thẻ tổng hợp, cáp và liên kết ngược dòng.
Về phía trung kế (ISP), nhiều DSLAM đầu tiên được sử dụng ATM ATM và cách tiếp cận này đã được chuẩn hóa bởi hỗ trợ DSL Diễn đàn DSLwith Gigabit Ethernet xuất hiện sau đó. Ngày nay, các liên kết ngược dòng phổ biến nhất trong các DSLAM này sử dụng Gigabit Ethernet hoặc các liên kết sợi quang đa gigabit.  

## IP-DSLAM
IP -DSLAM là viết tắt của Bộ ghép kênh truy cập số thuê bao kỹ thuật số giao thức Internet. Lưu lượng người dùng chủ yếu dựa trên IP.
DSLAM thế kỷ 20 truyền thống đã sử dụng công nghệ Chế độ truyền không đồng bộ (ATM) để kết nối với các bộ định tuyến / chuyển mạch ATM ngược dòng. Các thiết bị này sau đó trích xuất lưu lượng IP và chuyển nó vào bộ định tuyến IP trong mạng IP. Sự phân chia công việc này được cho là hợp lý vì bản thân DSL dựa trên ATM và về mặt lý thuyết có thể mang dữ liệu khác với IP trong luồng ATM đó. Ngược lại, IP-DSLAM trích xuất lưu lượng IP trong chính DSLAM và chuyển nó sang bộ định tuyến IP. Ưu điểm của IP-DSLAM so với ATM DSLAM truyền thống là thiết bị được hợp nhất ít tốn kém hơn để sản xuất và vận hành và có thể cung cấp một bộ tính năng phong phú hơn. 